# Agència Valenciana de la Innovació
L'Agència Valenciana de la Innovació, és un organisme públic pertanyent a la Generalitat Valenciana creat l'1 de febrer de 2017 per la llei 1/2017 de la Generalitat Valenciana i adscrit a Presidència de la Generalitat Valenciana.
La seua missió és contribuir a la transformació del model productiu de la Comunitat Valenciana amb l'objectiu d'aconseguir un creixement econòmic intel·ligent, sostenible i cohesionat socialment, mitjançant el foment del coneixement ja disponible i el desenvolupament de la capacitat innovadora.
L'AVI té la seua seu a la ciutat d'Alacant, concretament a la Rambla Méndez Núñez, 41 (Torre PROP). També compta amb una Oficina a la ciutat de València.